# Municipio de Big Creek (Carolina del Norte)
El municipio de Big Creek (en inglés: Big Creek Township) es un municipio ubicado en el  condado de Stokes en el estado estadounidense de Carolina del Norte. En el año 2010 tenía una población de 2.023 habitantes.

## Geografía
El municipio de Big Creek se encuentra ubicado en las coordenadas 36°30′28.49″N 80°22′5.2″O / 36.5079139, -80.368111.